# Дронго майотський
Дронго майотський (Dicrurus waldenii) — вид горобцеподібних птахів родини дронгових (Dicruridae).

## Назва
Вид названо на честь шотландського орнітолога Артура Гея, віконта Вальдена (1824—1878).

## Поширення
Ендемік острова Майотта в західній частині Індійського океану. Мешкає у різноманітних лісистих середовищах на висотах понад 200 метрів над рівнем моря. Популяція виду оцінюється у 5000 птахів.

## Опис
Птах завдовжки 34-38 см. Це птах з міцною і стрункою зовнішністю, великою округлою головою, конусоподібним і міцним дзьобом, короткими ногами, довгими крилами і довгим хвостом (17-20 см) з роздвоєним кінцем, кінчики якого розходяться, вигинаючись назовні в дистальній половині. Оперення глянцево чорне з блакитно-зелений відблиском. Дзьоб і ноги чорні, очі коричнево-червонуваті.

## Спосіб життя
Трапляється парами або наодинці. Полює на комах та інших безхребетних. Іноді поїдає дрібних ящірок та жаб, ягоди та плоди. Моногамний птах. Розмножуються під час сезону дощів (вересень-лютий), здійснюючи по одному виводку на рік. Невелике чашоподібне гніздо серед гілок дерев будують обидва партнери. У кладці 2-4 яйця. Насиджують також обидва батьки по черзі. Інкубація триває три тижні. Пташенята залишають гніздо приблизно через 20 днів після народження, але самостійними стають через півтори.